# Holland, Michigan (película)
Holland, Michigan es una próxima película de suspense estadounidense dirigida por Mimi Cave, escrita por Andrew Sodroski y protagonizada por Nicole Kidman, Gael García Bernal y Matthew Macfadyen. Su estreno está previsto para algún punto de 2025.

## Sinopsis
Una mujer de un pequeño pueblo del medio oeste sospecha que su marido lleva una doble vida, pero las cosas pueden ser peores de lo que ella imaginaba en un principio.

## Reparto
- Nicole Kidman como Nancy Vandergroot
- Gael García Bernal como Dave Delgado
- Matthew Macfadyen como Fred Vandergroot
- Jude Hill como Harry Vandergroot
- Jeff Pope como Squiggs Graumann
- Isaac Krasner como Shawn Graumann
- Lennon Parham como Lennon
- Rachel Sennott como Candy Deboer
- Jacob Moran como Matt
- River Brooks como Scott
- Ted Welch como Jim

## Producción

### Desarrollo
En 2013, durante los planes tempranos para la cinta, Naomi Watts y Bryan Cranston se unieron al elenco, sin embargo la producción no siguió adelante.
En junio de 2022 se anunció que Nicole Kidman iba a protagonizar y producir el proyecto con Per Saari para Blossom Films y Peter Dealbert para Pacific View Management & Productions. Mimi Cave estaba a bordo como directora para Amazon Studios con un guion de Andrew Sodroski que había encabezado la Blacklist de 2013 sobre los guiones «más gustados» aún no rodados. Más tarde se informó de que Kate Churchill, de Churchill Films, sería la productora, en lugar de la productora ejecutiva mencionada anteriormente.

### Casting
El 1 de febrero de 2023 se confirmó la incorporación de Gael García Bernal al reparto. El 6 de febrero, Matthew Macfadyen se incorporó al reparto, y unos días después también el actor infantil Jude Hill. El 16 de febrero de 2023, Rachel Sennott, Lennon Parham, Isaac Krasner y Jeff Pope se incorporaron al reparto.

### Rodaje
Además de rodar en Holland (Míchigan), incluso en los jardines de Windmill Island, la fotografía principal también tuvo lugar en Nashville, Tennessee, con Sennott teniendo que viajar desde Tennessee a SXSW en Austin, Texas para los estrenos de sus próximos lanzamientos, en marzo de 2023.
El rodaje tuvo lugar desde principios de marzo hasta el 7 de mayo de 2023.